# Église de la Mère de Dieu aux trois mains de l'Église grecque-catholique ukrainienne de Tallinn
L'église de la Mère de Dieu aux trois mains de l’Église grecque-catholique ukrainienne de Tallinn (estonien : Ukraina Kreekakatoliku Kiriku Kolmekäelise Jumalaema Kogudus Tallinnas) est une église de l'église grecque-catholique ukrainienne située dans le quartier de Kesklinn à Tallinn en Estonie.

## Histoire
La congrégation de Tallinn de l’Église gréco-catholique ukrainienne a été fondée en 1991 avec la bénédiction de Volodymyr Sternjuk, métropolite de Kiev et de Galicie.
En 1994, la congrégation a loué une chapelle à l'église évangélique-luthérienne estonienne dans la vieille ville de Tallinn. 
En 1998, la paroisse rachèta ce terrain. Entre-temps, la chapelle fut réparée et utilisée comme salle paroissiale. 
Fin 1997, l'église a été détruite par un incendie et une procédure pénale a été ouverte pour incendie volontaire. 
Le 14 octobre 2000, l'église restaurée a été consacrée en l'honneur de la Mère de Dieu aux trois mains. La consécration a été célébrée par Ljubomõr Guzar, archevêque de l'Église grecque-catholique ukrainienne. L'iconostase de l'église a été peinte par l'artiste de Lviv Petro Gumenjuk, l'intérieur a été conçu et réalisé par Anatoly Lyutjuk et ses assistants .

## Galerie

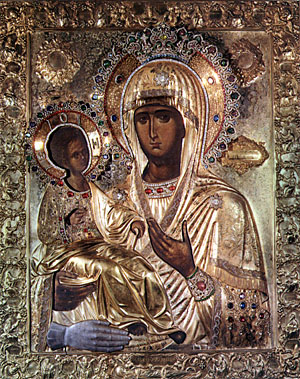
la Mère de Dieu aux trois mains